# Khánh Hằng
Khánh Hằng (tiếng Trung: 慶恆; 3 tháng 11 năm 1733 – 21 tháng 3 năm 1779) là một hoàng thân của nhà Thanh trong lịch sử Trung Quốc, người thừa kế 1 trong 12 tước vị Thiết mạo tử vương.

## Cuộc đời
Khánh Hằng được sinh ra vào ngày 27 tháng 9 (âm lịch) năm Ung Chính thứ 11 (1733), trong gia tộc Ái Tân Giác La. Ông là con trai trưởng của Cố Sơn Bối tử Phúc Tú – con trai thứ tư của Dĩ cách Bình Quận vương Nột Nhĩ Tô, tức em trai của Bình Mẫn Quận vương Phúc Bành. Mẹ ông là Đích Phu nhân Nạp Lạt thị (納喇氏). Năm Càn Long thứ 6 (1741), tháng 3, ông được bác của mình là Phúc Bành nhận nuôi, trở thành con thừa tự của Phúc Bành. Năm Càn Long thứ 15 (1750), Bình Hy Quận vương Khánh Minh qua đời mà không có con nối dõi, ông được thế tập tước vị Bình Quận vương (平郡王) đời thứ 7, tức Khắc Cần Quận vương đời thứ 9.
Năm thứ 19 (1754), tháng 8, ông quản lý sự vụ Đô thống Hán quân Tương Hồng kỳ. Năm thứ 26 (1761), tháng 11, thụ Tông Nhân phủ Hữu tông chính. Năm thứ 27 (1762), tháng 5, ông bị hàng tước Bối tử, cách chức mọi chức vụ đang quản lý. Năm thứ 40 (1775), phục vị Bình Quận vương (平郡王). Năm thứ 43 (1778), Càn Long Đế ca ngợi Nhạc Thác là người tài đức, mưu kế rõ ràng, nên ra chỉ khôi phục phong hào Khắc Cần Quận vương. Năm thứ 44 (1779), ngày 4 tháng 2 (âm lịch), ông qua đời, thọ 46 tuổi, được truy thụy Khắc Cần Lương Quận vương (克勤良郡王). Tước vị sẽ do Nhã Lãng A – cháu nội của Dĩ Cách Bình Quận vương Nột Nhĩ Đồ thế tập.

## Gia quyến
- Đích Phúc tấn: Qua Nhĩ Giai thị (瓜爾佳氏),con gái của Tá lãnh Đức Thiện (德善).
- Thứ thiếp: Hoàn Nhan thị (完顏氏), con gái của Trường An (長安).
- Con trai: Cảnh Xương (景昌; 1756 – 1760), mẹ là Đích Phúc tấn Qua Nhĩ Giai thị. Chết yểu.
- Con thừa tự: Cảnh Hưng (景興; 1760 – 1813), là con trai thứ hai của Khánh Tích (慶錫) – em trai của Khánh Hằng. Mẹ là Thứ thiếp Lưu thị (劉氏). Có hai con trai.